# Bandeira Blue Dot
A bandeira Blue Dot é uma bandeira proposta pelo designer gráfico holandês Tijs Bonekamp, em 2019, como uma representação do planeta Terra e de toda a sua biodiversidade, e visa converter as complexas questões climáticas contemporâneas em um símbolo simples ao qual qualquer pessoa possa se relacionar. A versão digital da bandeira pode ser obtida gratuitamente em seu site oficial.

## Design

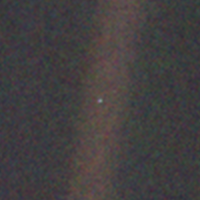
Uma seção da série fotográfica do Pálido Ponto Azul onde se pode observar a Terra.

O nome Blue Dot é inspirado em uma série fotográfica do planeta Terra tirada em 14 de fevereiro de 1990 pela sonda espacial Voyager 1, à uma distância de cerca de 6 bilhões de quilômetros. Carl Sagan descreveu a Terra vista dessa distância como "um pálido ponto azul".
O design minimalista representa a Terra como um círculo azul em um campo verde-claro, que representa a biodiversidade. A proporção da bandeira é 2:3. O diâmetro do círculo na bandeira é 3/5 da altura, centrado no campo retangular. As cores oficiais são verde (Hex #8FD400 | CMYK(50,0,100,0) | PMS375) e azul (Hex #0063FF | CMYK(100,15,0,10) | PMS307).

## Propósito & Uso
A bandeira foi desenhada com a ideia de que, para a maioria das pessoas, as complexas questões climáticas (e em particular a condição preocupante com toda a biodiversidade) são grandes demais para lidar como indivíduo. Um símbolo simples, como uma bandeira, pode facilitar a identificação das pessoas: "Muito parecido com a bandeira arco-íris, porém, para o clima.", disse.

"Sem uma terra saudável, tudo acaba. E porque é a nossa única, precisamos seriamente mudar todo o nosso pensamento. Vindo de uma era de individualismo e capitalismo, precisamos estar muito mais conscientes do impacto que nossas decisões têm no planeta Terra. Esta bandeira nos lembra constantemente que precisamos pensar primeiro na Terra. A Blue Dot pretende ser um símbolo de esperança unificador e não político para todos que se sentem conectados a este belo planeta. Para todos que querem ajudar na conscientização e proteção nestes tempos transformadores." – Tijs Bonekamp
Halfvet, um boletim informativo com tema de design, escreveu sobre a bandeira Blue Dot em novembro de 2021.
"Vi [a bandeira] pela primeira vez no fim de semana passado, quando participei da marcha climática. A simplicidade da forma, o simbolismo, a fisicalidade – as bandeiras são sempre imperativas. Entrei em contato com Tijs e ele me disse: O objetivo da bandeira é realmente muito simples: conscientizar as pessoas de que existe apenas um ponto azul no qual todos teremos que conviver. Esperançosamente, isso levará a algum tipo de atitude prioritária; que você está ciente do impacto de suas ações na saúde da terra. Além disso, acho que também pode funcionar como uma espécie de apoio: um símbolo de esperança e um sentimento de união, em vez de apontar o dedo e dividir a sociedade." – Halfvet

## História

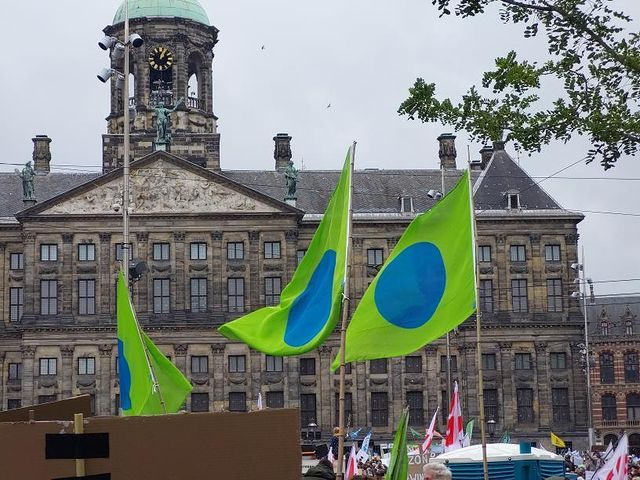
Marcha pelo Clima realizada em Amsterdã, 2021.

No final de 2019, Bonekamp queria agradecer a todos os cientistas da Plataforma Intergovernamental de Políticas Científicas sobre Biodiversidade e Serviços Ecossistêmicos, IPBES, por seu cuidado com a Terra.
A bandeira foi usada na Marcha pelo Clima em Amsterdã (realizada em novembro de 2021) e Roterdã (realizada em junho de 2022).
Desde então, a bandeira já está presente em quatro continentes diferentes. Em maio de 2020, uma fundação sem fins lucrativos foi criada para promover a bandeira e protegê-la do uso indevido: a Blue Dot Flag Foundation (KvK 78092809). 

## Ligações Externas
- Site oficial
- Página oficial no Instagram